# 博多克納山脈國家公園

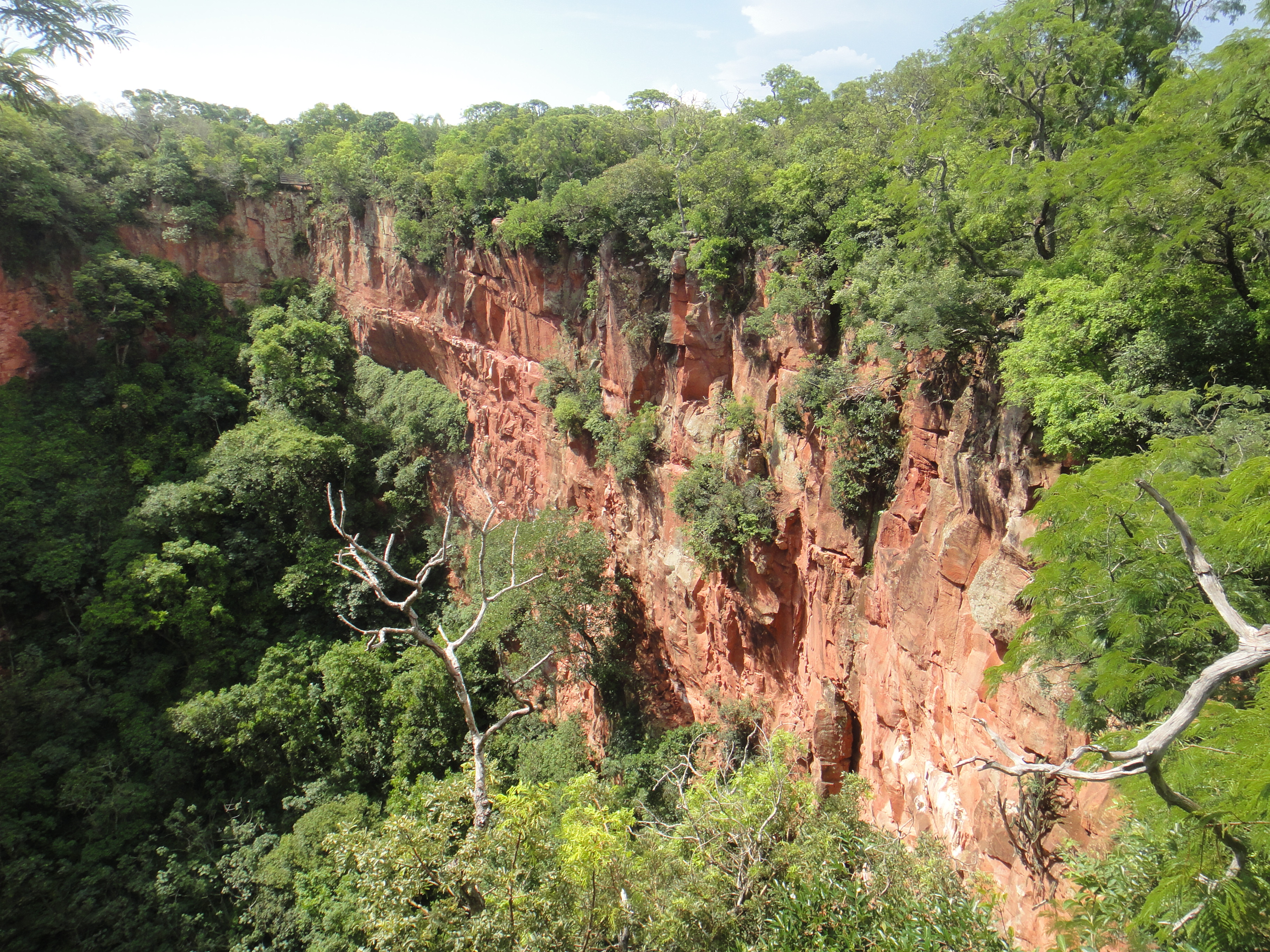

21°14′24″S 56°41′49″W / 21.24°S 56.697°W
博多克納山脈國家公園（葡萄牙語：Parque Nacional da Serra da Bodoquena），是巴西的國家公園，位於該國西部南馬托格羅索州，成立於2000年9月21日，佔地7.7萬公頃，每年平均降雨量1,200至1,500毫米。